# Томас Аларкон
Томас Аларкон (ісп. Tomás Alarcón, нар. 19 січня 1999, Ранкагуа) — чилійський футболіст, захисник іспанського «Кадіса» та національної збірної Чилі.

## Клубна кар'єра
Народився 19 січня 1999 року в місті Ранкагуа. Вихованець футбольної школи клубу «О'Хіггінс». Дорослу футбольну кар'єру розпочав 2016 року в основній команді того ж клубу, в якій провів п'ять сезонів, взявши участь у 85 матчах чемпіонату. 
2021 року перебрався до Іспанії, ставши гравцем «Кадіса». Згодом у 2023–2024 роках грав на правах оренди грав за «Реал Сарагоса» та «Картахену», після чого повернувся до кадіської команди.

## Виступи за збірні
Протягом 2019–2020 років залучався до складу молодіжної збірної Чилі. На молодіжному рівні зіграв у 12 офіційних матчах, забив 1 гол.
2019 року дебютував в офіційних матчах у складі національної збірної Чилі. У її складі був учасником розіграшу Кубка Америки 2021 року в Бразилії.
| Дата       | Місто                        | Господарі      | Результат         | Гості     | Турнір                       | Голи | Примітки |
| ---------- | ---------------------------- | -------------- | ----------------- | --------- | ---------------------------- | ---- | -------- |
| 6-9-2019   | Лос-Анджелес                 | Чилі           | 0 – 0             | Аргентина | товариський матч             | -    | 55'      |
| 27-3-2021  | Ранкагуа                     | Чилі           | 2 – 1             | Болівія   | товариський матч             | -    |          |
| 4-6-2021   | Сантьяго-дель-Естеро (місто) | Аргентина      | 1 – 1             | Чилі      | Відбір до ЧС 2022            | -    | 86'      |
| 14-6-2021  | Ріо-де-Жанейро               | Аргентина      | 1 – 1             | Чилі      | Копа Америка 2021 - 1-й етап | -    | 85'      |
| 18-6-2021  | Куяба                        | Чилі           | 1 – 0             | Болівія   | Копа Америка 2021 - 1-й етап | -    | 77'      |
| 21-6-2021  | Куяба                        | Уругвай        | 1 – 1             | Чилі      | Копа Америка 2021 - 1-й етап | -    | 81'      |
| 24-6-2021  | Бразилія (місто)             | Чилі           | 0 – 2             | Парагвай  | Копа Америка 2021 - 1-й етап | -    |          |
| 5-9-2021   | Кіто                         | Еквадор        | 0 – 0             | Чилі      | Відбір до ЧС 2022            | -    | 79'      |
| 11-11-2021 | Асунсьйон                    | Парагвай       | 0 – 1             | Чилі      | Відбір до ЧС 2022            | -    | 78'      |
| 6-6-2022   | Теджон                       | Південна Корея | 2 – 0             | Чилі      | товариський матч             | -    | 68'      |
| 10-6-2022  | Кобе                         | Чилі           | 0 – 2             | Туніс     | Kirin Cup                    | -    | 59'      |
| 14-6-2022  | Суйта                        | Чилі           | 0 – 0 (1– 3 п.п.) | Гана      | Kirin Cup                    | -    |          |
| Усього     |                              | Матчів         | 12                |           | Голів                        | 0    |          |